# Festival Internacional de Cinema de Edimburgo
O Festival Internacional de Cinema de Edimburgo (em inglês:  Edinburgh International Film Festival) (EIFF) é um festival de cinema realizado todo o mês de junho, na cidade de Edimburgo, capital da Escócia. Criado em 1947, é o festival cinematográfico mais antigo do mundo, que ainda continua ativo.  O EIFF apresenta os filmes britânicos e internacionais, em todos os géneros e durações.  
Em 2014, cento e cinquenta e quatro filmes de quarenta e sete países diferentes foram exibidos no festival, incluindo onze estreias mundiais.

## História
O primeiro festival era realizado como um programa de documentários, apresentado pelo Film Guild de Edimburgo, como parte do Festival Internacional de Edimburgo, ainda realizado em agosto de cada ano. Na época, o Festival de Cannes e o Festival de Veneza eram os únicos festivais cinematográficos existentes. Com o passar dos anos, o programa foi se expandindo com filmes de ficção e outras obras experimentais.
O festival exibe uma série de longas-metragens e documentários, bem como curtas-metragens, animações e vídeos musicais. O júri premia com o Michael Powell de Melhor Longa-Metragem Britânico, enquanto o público vota para o Prémio do Público, e um painel de juízes decide quem recebe o prémio de Melhor Longa-Metragem Internacional. Existem também vários prémios para os curtas-metragens.